# Xian de Hui
Pour les articles homonymes, voir Hui.
Le xian de Hui (徽县 ; pinyin : Huī Xiàn) est un district administratif de la province du Gansu en Chine. Il est placé sous la juridiction de la ville-préfecture de Longnan.

## Démographie
La population du district était de 209 113 habitants en 1999.